# Razmik Papikyan
Razmik Papikyan (orm. Ռազմիկ Պապիկյան) (ur. 12 września 1999) – ormiański zapaśnik.

## Kariera sportowa
Razmik Papikyan wystąpił na mistrzostwach Europy kadetów w 2016, gdzie zajął drugie miejsce. W 2019 roku, jako dwudziestolatek został mistrzem Armenii w kategorii wagowej do 61 kg.  W 2020 roku obronił tytuł wywalczony przed rokiem oraz zajął piąte miejsce w indywidualnym Pucharze Świata w 2020 roku.
Ormianin wygrał kilka międzynarodowych zawodów.